# Centro de Convenciones de Albuquerque
El Centro de Convenciones de Albuquerque (en inglés: Albuquerque Convention Center ) es un centro de conferencias de usos múltiples y las artes escénicas en Albuquerque, Nuevo México, Estados Unidos. Es el centro de convenciones más grande de Nuevo México. Cuenta con las siguientes instalaciones: La sala de exposiciones más grande en el complejo es la Sala Fran Hill, con 106,200 pies cuadrados de espacio para exposiciones y una capacidad de hasta 9.048 personas. Con una altura de 30 pies y 47 pies hasta el techo, la sala también se ha acomodado como un estadio deportivo de usos múltiples, y es la sede de los Lobos de la Universidad de Nuevo México.